# Amphilochoides boecki
Amphilochoides boecki är en kräftdjursart som beskrevs av Georg Ossian Sars 1892. Amphilochoides boecki ingår i släktet Amphilochoides och familjen Amphilochidae. Arten är reproducerande i Sverige. Inga underarter finns listade i Catalogue of Life.